# Doctrina Stimson

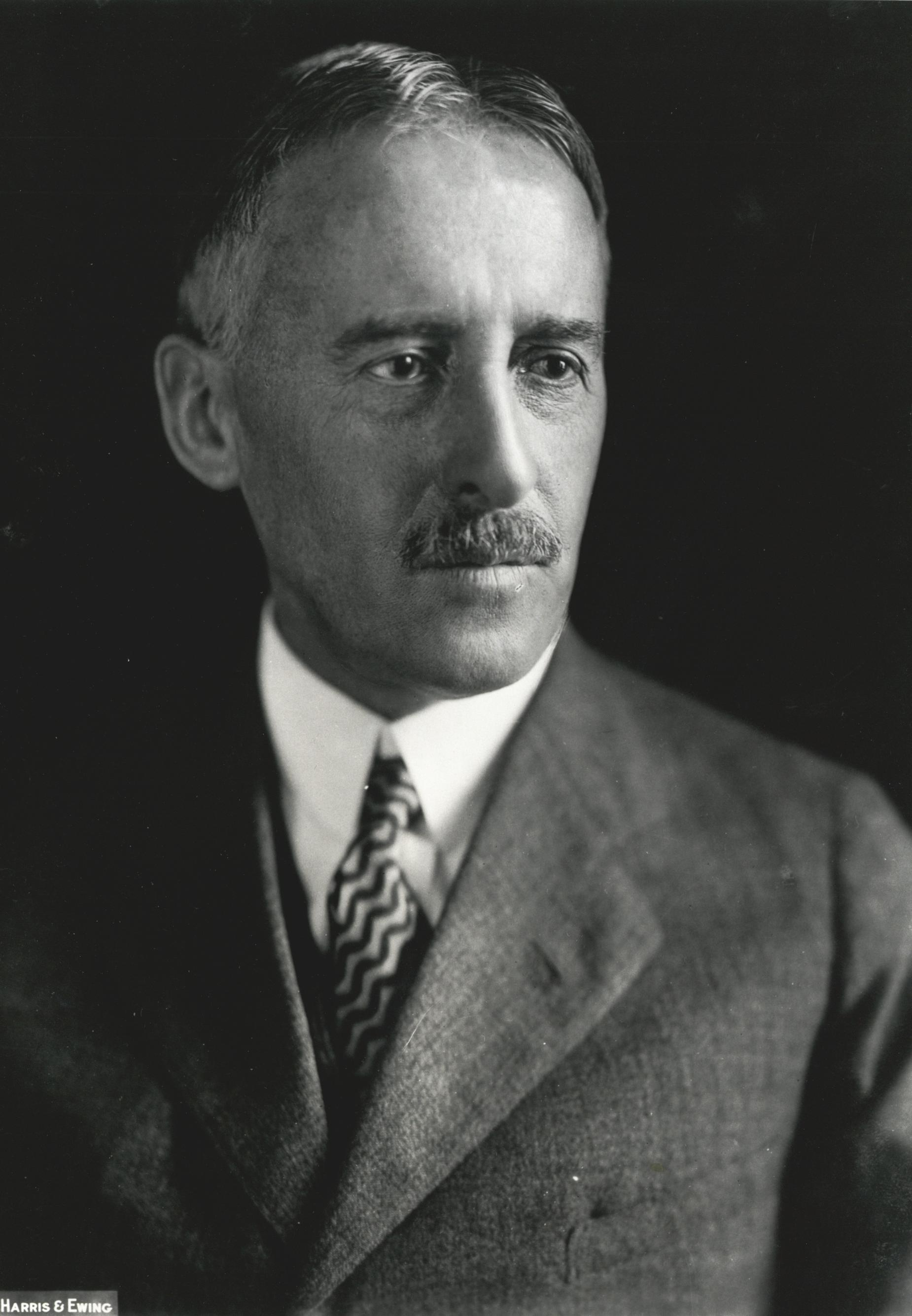
El Secretario de Estado de los EE. UU. Henry Stimson.

La Doctrina Stimson es una política del Gobierno federal de los Estados Unidos, enunciada en una nota del 7 de enero de 1932, a Japón y China, sobre el no-reconocimiento internacional de los cambios territoriales producidos por la fuerza. La doctrina se traducía como la aplicación del principio de ex injuria jus no oritur (actos injustos no pueden crear ley). Mientras que algunos analistas han aplicado la doctrina en oposición a los gobiernos establecidos por la revolución, este uso no está generalizado, y su invocación por lo general implica violaciones de tratados internacionales.
La doctrina toma su nombre de Henry L. Stimson, Secretario de Estado de EE. UU. durante la administración Hoover (1929–1933), la política se aplicó para la toma unilateral por parte de Japón de  Manchuria en el noreste de China tras la acción de los soldados japoneses en Mukden (hoy Shenyang), el 18 de septiembre de 1931. La doctrina fue nuevamente invocada por el Vicesecretario de Estado de EE. UU. Sumner Welles en el verano de 1940 cuando anunció el no-reconocimiento de la anexión e incorporación soviética  de los tres estados bálticos: Estonia, Letonia y Lituania y siguió siendo la posición oficial de los EE. UU. hasta que el reconocimiento internacional formal de los estados bálticos como independientes en 1991.
Esta no fue la primera vez que EE. UU. usaba un no-reconocimiento como instrumento de simbolismo político. Así el presidente Woodrow Wilson rehusó reconocer los gobiernos revolucionarios mexicanos en 1913 y las demandas de Japón en China en 1915.
La invasión japonesa de Manchuria a finales de 1931 situó al Secretario de Estado Henry M. Stimson en una situación comprometida. Era evidente que apelar al espíritu del Pacto Briand-Kellogg no tuvo impacto ni para los chinos ni para los japoneses, más aún cuando el presidente Hoover afirmó que no apoyaría sanciones económicas como medida para llevar la paz al Lejano Oriente.
El 7 de enero de 1932, el Secretario Stimson envió idénticas notas a China y a Japón que incorporaban un acercamiento diplomático usado por anteriores secretarios frente a las crisis en el Lejano Oriente. Conocida posteriormente como Doctrina Stimson, o en ocasiones Doctrina Hoover-Stimson, en la nota diplomática se lee lo siguiente:

(...) el Gobierno de los Estados Unidos considera su deber notificar tanto a el Gobierno Imperial Japonés como al de la República de China que no se admitirá la legalidad de ninguna situación de facto ni tiene intención de reconocer ningún tratado entre los dos gobiernos, o agentes de los mismos, que puedan afectar los derechos de los tratados con los Estados Unidos o sus ciudadanos en China, incluidos aquellos relacionados con la soberanía, la independencia,  o la integridad territorial o administrativa de China, o la política internacional relativa a China, comúnmente conocida como Política de puertas abiertas(...)

Stimson había afirmado que EE. UU. no reconocería ningún cambio en China que disminuyera los derechos de los tratados con los americanos en dicha área y que las "puertas abiertas" debían continuar así. La declaración tuvo varios efectos materiales en el mundo occidental, el cual se vio afectado por la Gran Depresión, y Japón pasó a bombardear Shanghái. La doctrina fue criticada en la base de que no consiguió más que alejarse de los japoneses.